# Megalancistrus
Megalancistrus – rodzaj słodkowodnych ryb sumokształtnych z rodziny zbrojnikowatych (Loricariidae). Spotykane w hodowlach akwariowych.

## Klasyfikacja
Gatunki zaliczane do tego rodzaju:
- Megalancistrus barrae
- Megalancistrus parananus

Gatunkiem typowym jest Chaetostomus gigas, obecnie klasyfikowany jako Megalancistrus parananus.